# James W. Morrison
James W. Morrison (15 de noviembre de 1888-15 de noviembre de 1974) fue un actor cinematográfico de nacionalidad estadounidense, activo en la época del cine mudo, a lo largo de cuya trayectoria participó en 187 filmes, producidos entre 1911 y 1927.

## Biografía
Nacido en Mattoon, Illinois, cursó estudios en la Universidad de Chicago y en la American Academy of Dramatic Arts, en Nueva York. Fue contratado por Vitagraph Studios por un salario de 25 dólares semanales, debutando en un film de 30 minutos, A Tales of Two Cities, estrenado en febrero de 1911. Morrison fue uno de los primeros actores en la plantilla de Vitagraph entre 1911 y 1916.
Ese año Morrison fue contratado por la compañía de Ivan Abramson, Ivan Film Productions, actuando en siete melodramas desde 1916 a 1918, el primero de ellos la producción de 1916 The Sex Lure. De esas Cintas, la más popular fue Enlighten Thy Daughter (1917). En 1918 actuó de Nuevo para Vitagraph con Over the Top, film que según Morrison era uno de sus favoritos. Él siguió actuando a lo largo de los años 1920, fechándose su última actuación en 1926.
Posteriormente publicó dos novelas, Road End (1927) y April Luck (1932) y, durante muchos años, dio clases de arte dramático y de oratoria en el Packer Collegiate Institute de Brooklyn.
James W. Morrison falleció en Nueva York en 1974.

## Selección de su filmografía
- A Tale of Two Cities, de William Humphrey o Charles Kent (1911)
- Betty Becomes a Maid (1911)
- Easter Babies (1911)
- Troublesome Secretaries, de Ralph Ince (1911)
- When a Man's Married His Trouble Begins (1911)
- The Battle Hymn of the Republic, de J. Stuart Blackton y Laurence Trimble (1911)
- The Subduing of Mrs. Nag, de George D. Baker (1911)
- The Geranium, de Van Dyke Brooke (1911)
- She Came, She Saw, She Conquered, de Van Dyke Brooke (1911)
- The Strategy of Ann, de George D. Baker (1911)
- The Death of King Edward III, de J. Stuart Blackton (1911)
- Cherry Blossoms (1911)
- Over the Chafing Dish (1911)
- The Mate of the 'John M' (1911)
- The Fighting Schoolmaster (1911)
- A Message from Beyond (1911)
- The Life Boat, de Jay Hunt (1911)
- The Younger Brother (1911)
- The Sepoy Rebellion
- Willie's Sister
- The First Violin
- The Struggle (1912)
- The Seventh Son, de Hal Reid (1912)
- Coronets and Hearts (1912)
- The Black Sheep, de Edwin R. Phillips (1912)
- As You Like It, de James Stuart Blackton, Charles Kent y James Young (1912)
- The Tiger Lily, de Van Dyke Brooke (1913)
- A Christmas Story, de James W. Castle y Tefft Johnson (1913)
- My Official Wife, de James Young (1914)
- The Wheels of Justice, de Theodore Marston (1915)
- A Madcap Adventure
- Twice Rescued, de Theodore Marston (1915)
- A Wireless Rescue
- A Fortune Hunter
- Easy Money, de Theodore Marston (1915)
- Pawns of Mars
- In the Days of Famine
- Four Grains of Rice
- The Battle Cry of Peace
- What Did He Whisper?
- Mortmain
- From Out of the Big Snows
- The Third Party, de Theodore Marston (1915)
- The Ruling Power
- For the Honor of the Crew
- The Little Trespasser
- The Hero of Submarine D-2
- The Man Hunt (1916)
- The Redemption of Dave Darcey
- The Alibi, de Paul Scardon (1916)
- The Dawn of Freedom, de Paul Scardon y Theodore Marston (1916)
- Phantom Fortunes, de Paul Scardon (1916)
- The Sex Lure
- The Enemy, de Paul Scardon (1916)
- Enlighten Thy Daughter
- A Tale of Two Cities, de Frank Lloyd (1917)
- Two Men and a Woman, de William Humphrey (1917)
- Womanhood, the Glory of the Nation, de William P.S. Earle y James Stuart Blackton (1917)
- One Law for Both
- Babbling Tongues, de William Humphrey (1917)
- Crazy by Proxy
- Sins of Ambition
- Bashful
- Life or Honor?
- Moral Suicide, de Ivan Abramson (1918)
- Over the Top, de Wilfrid North (1918)
- How Could You, Caroline?
- I'm on My Way
- Miss Dulcie from Dixie, de Joseph Gleason (1919)
- Sacred Silence
- Love Without Question
- The Midnight Bride
- When We Were 21, de Henry King (1921)
- Black Beauty, de David Smith (1921)
- Sowing the Wind, de John M. Stahl (1921)
- A Yankee Go-Getter
- Danger Ahead
- The Little Minister, de David Smith (1922)
- Handle with Care, de Phil Rosen (1922)
- Shattered Idols
- Only a Shop Girl
- The Dangerous Age
- The Nth Commandment, de Frank Borzage (1923)
- The Little Girl Next Door, de W. S. Van Dyke (1923)
- The Man Next Door, de Victor Schertzinger (1923)
- The Unknown Purple
- On the Banks of the Wabash
- Held to Answer
- Wine of Youth, de King Vidor (1924)
- El capitán Blood, de David Smith y Albert E. Smith (1924)
- The Pride of the Force
- Wreckage
- Don't
- The Count of Luxembourg
- The Seventh Bandit
- The Impostor, de Chester Withey (1926)
- Twin Flappers

## Galería fotográfica

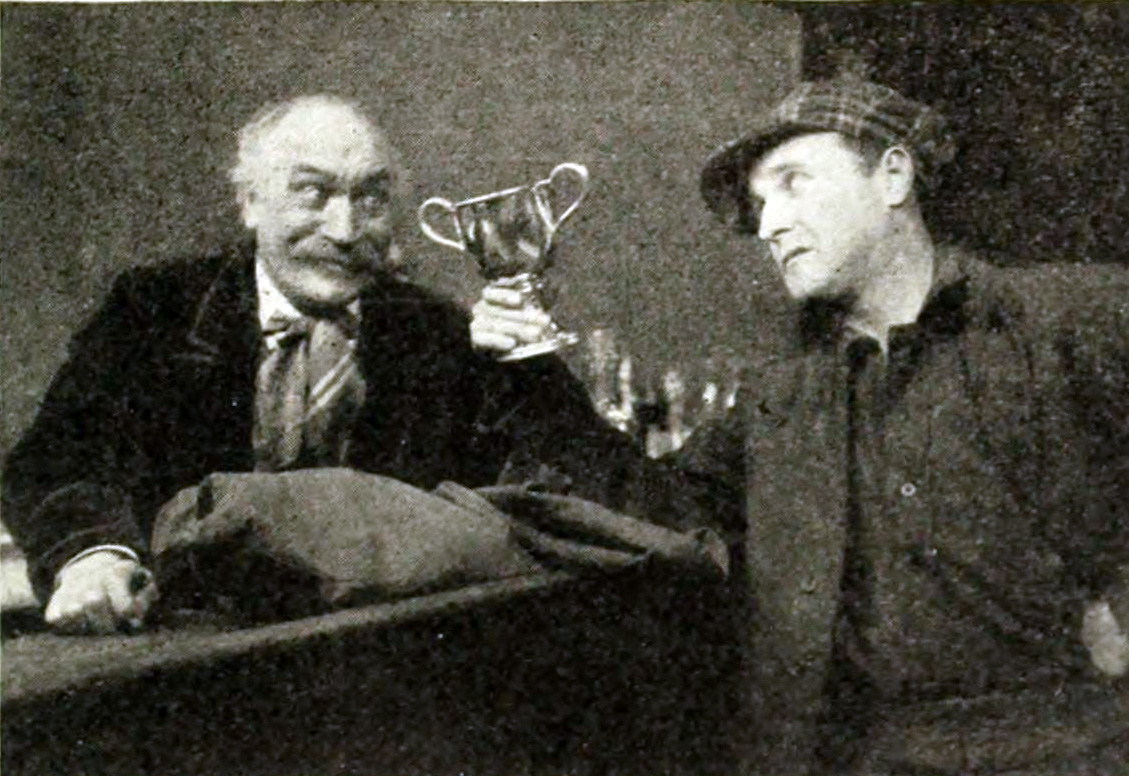
The Redemption of Dave Darcey (1916)
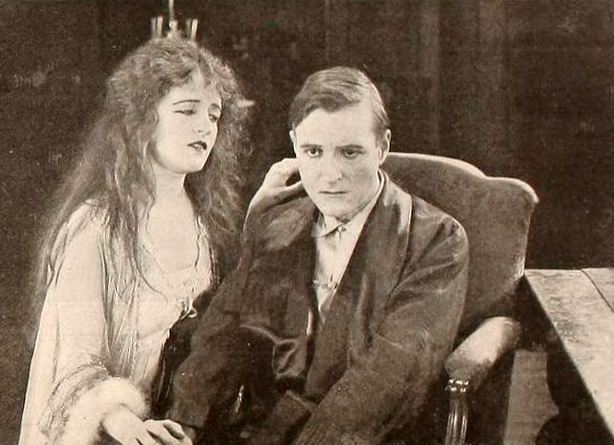
Escena de Love Without Question (1920), con Olive Tell y James W. Morrison
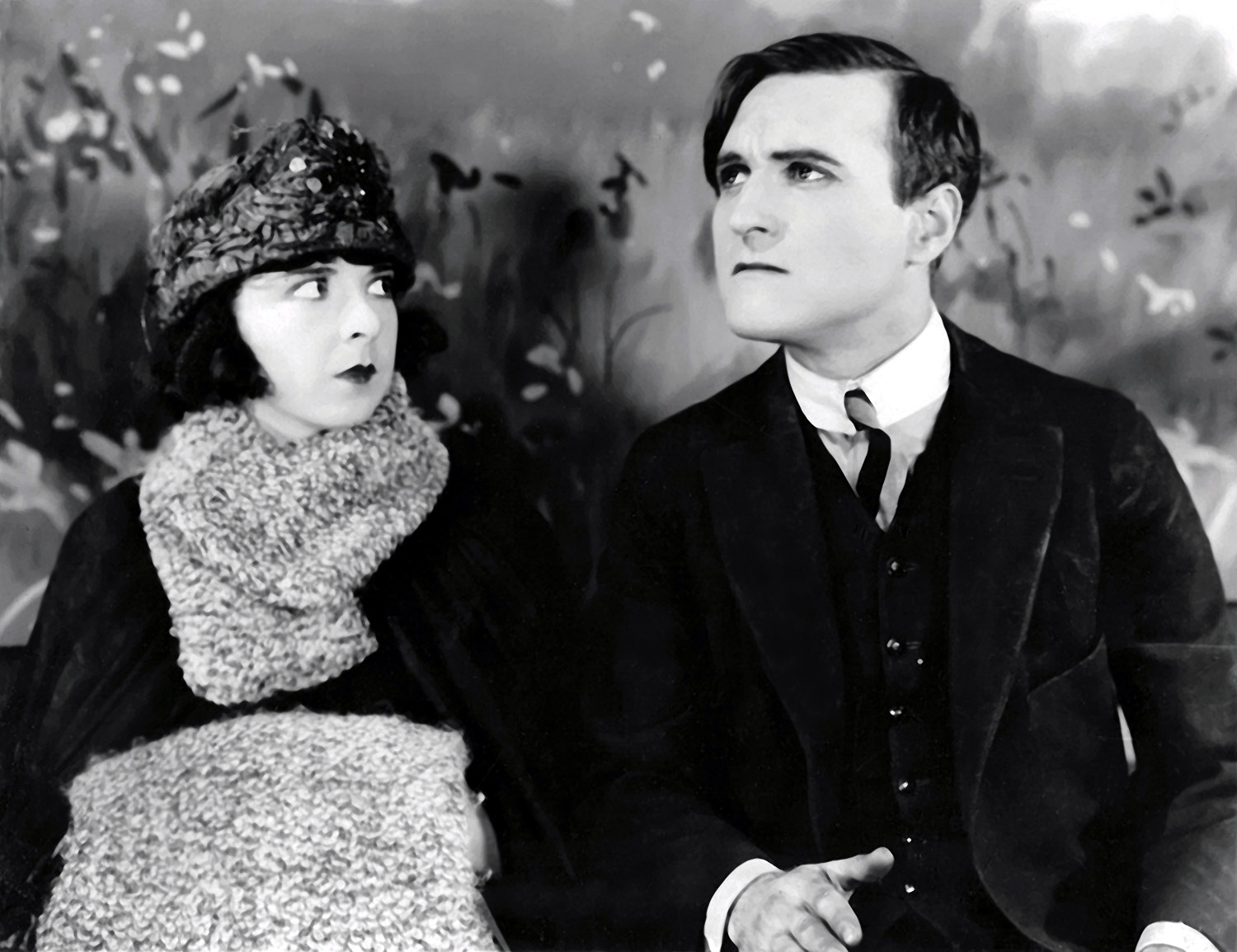
Escena de The Nth Commandment (1923), con Colleen Moore y James Morrison